# کورمس
کورمس (به فرانسوی: Courmes) یک کمون (فرانسه) در فرانسه است که در canton of Le Bar-sur-Loup واقع شده‌است. کورمس ۱۵٫۷۱ کیلومتر مربع مساحت دارد ۶۳۰ متر بالاتر از سطح دریا واقع شده‌است.